# Bementita
La bementita es un silicato hidratado de manganeso que suele llevar impurezas de magnesio, hierro, cinc, aluminio o calcio. Le puso este nombre su descubridor George Augustus Koenig (1844-1913) en 1887, en honor a Clarence S. Bement, el organizador de la principal colección de minerales de EE. UU.

## Formación y yacimientos
Se puede formar en depósitos de cinc metamorfizados, en los que tiene un aspecto de cristales masivos uniformememte indistinguibles, formando enormes masas.
Existen importantes yacimientos de este mineral en EE. UU., Japón y China.